# Vasconcellea aurantiaca
Vasconcellea aurantiaca är en tvåhjärtbladig växtart som beskrevs av Eduard August von Regel. Vasconcellea aurantiaca ingår i släktet Vasconcellea och familjen Caricaceae. Inga underarter finns listade i Catalogue of Life.